# Швајгхофен
Швајгхофен (њем. Schweighofen) општина је у њемачкој савезној држави Рајна-Палатинат. Једно је од 74 општинска средишта округа Зидлихе Вајнштрасе. Према процјени из 2010. у општини је живјело 564 становника. Посједује регионалну шифру (AGS) 7337072.

## Географски и демографски подаци
Швајгхофен се налази у савезној држави Рајна-Палатинат у округу Зидлихе Вајнштрасе. Општина се налази на надморској висини од 160 метара. Површина општине износи 11,2 km². У самом мјесту је, према процјени из 2010. године, живјело 564 становника. Просјечна густина становништва износи 50 становника/km².